# Jake Gyllenhaal
Jacob Benjamin Gyllenhaal (Los Angeles, Califòrnia, 19 de desembre de 1980), més conegut simplement com a Jake Gyllenhaal, és un actor de cine dels Estats Units nominat als Premis Oscar per la seva participació en la pel·lícula Brokeback Mountain d'Ang Lee.
Gyllenhaal va ser conegut per primera vegada el 2001, a la cinta independent Donnie Darko, on donava vida a un adolescent amb problemes psicològics i on compartia cartell amb la seva germana, Maggie Gyllenhaal. Quan va saltar a la fama internacional però, va ser el 2004 amb la pel·lícula medioambiental El dia de demà. Des de llavors, s'ha convertit en un dels actors més sol·licitats del cinema actual treballant al costat d'artistes guanyadors dels Oscars com Meryl Streep o Heath Ledger.

## Biografia
Gyllenhaal va néixer a Los Angeles, Califòrnia, fill del director de cinema Stephen Gyllenhaal i la productora de cinema i guionista Naomi Foner (com a soltera Achs). Maggie Gyllenhaal, la seva germana gran, és també actriu, i va interpretar la seva germana en la pel·lícula de Donnie Darko. El pare de Gyllenhaal va ser criat en la religió swedenborgianista i és descendent de russos, letons, anglesos i de la família de la noblesa sueca Gyllenhaal. El seu últim ancestre natiu suec va ser el seu rebesavi, Anders Leonard Gyllenhaal. La mare de Jake Gyllenhaal prové d'una família jueva de la ciutat de Nova York. La celebració Benei Mitzvá de Gyllenhaal va ocórrer en un refugi per a persones sense llar perquè els seus pares van voler inculcar-li un sentiment de gratitud pel seu estil de vida privilegiat. Gyllenhaal ha dit que es considera a si mateix "més jueu que qualsevol altra cosa". Els pares de Gyllenhaal van insistir que treballés a l'estiu perquè es mantingués a si mateix. Durant aquest temps va treballar com a salvavides i ajudant de cambrer en un restaurant dirigit per un amic de la família.

## Carrera com a actor

### Primers anys de carrera

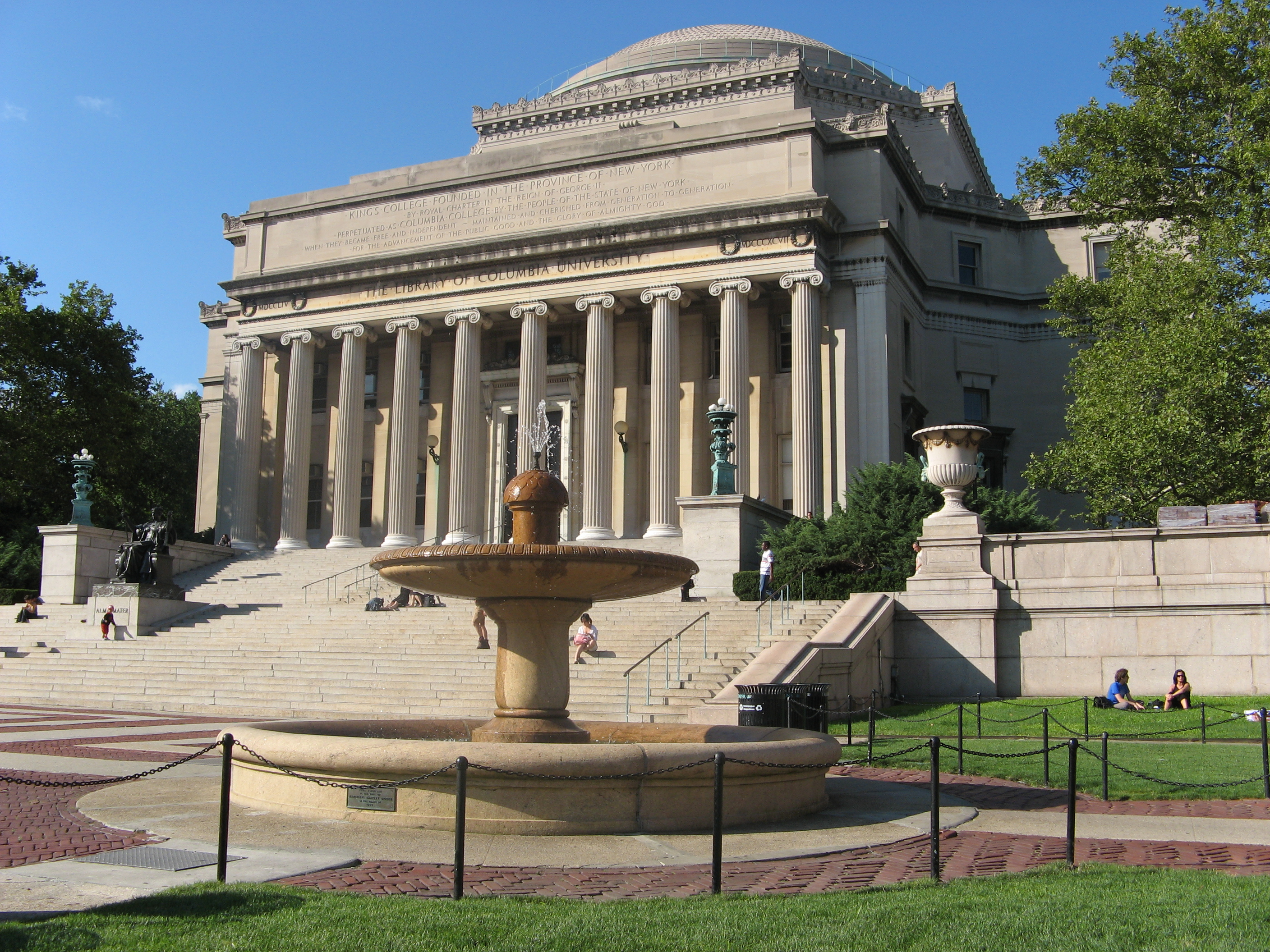
Jake Gyllenhaal va estudiar un temps a la Universitat de Colúmbia; va deixar d'anar-hi perquè va decidir concentrar-se en l'actuació. Fotografia de Low Memorial Library, biblioteca d'aquesta escola.

Durant la seva infància, Gyllenhaal anava sovint al cinema, ja que la família estava molt vinculada a la indústria cinematogràfica. Als onze anys va debutar com a actor interpretant el fill de Billy Crystal en la pel·lícula còmica de 1991 City Slickers. Els seus pares no li van permetre aparèixer en la pel·lícula de 1992 The Mighty Ducks perquè la producció requeria que Jake deixés la llar per dos mesos. Durant els anys següents, els seus pares li van permetre participar en proves de càsting per a diferents papers, però regularment refusaven que el seu fill acceptés el paper en cas de resultar elegit.
Contràriament, va tenir l'oportunitat d'aparèixer en diverses ocasions en algunes de les pel·lícules del seu pare. Va aparèixer en el film de 1993 A Dangerous Woman (al costat de la seva germana Maggie); en "Bop Gun", un episodi de la sèrie Homicide: Life on the Street, en 1994, i en la comèdia de 1998 Homegrown. Al costat de Maggie Gyllenhaall i la seva mare va aparèixer en dos episodis de Molto Mario, un programa de cuina italiana del canal Food Network. Abans del seu últim any a l'escola secundària, l'única pel·lícula no dirigida pel seu pare on a Gyllenhaal se li va donar permís per actuar va ser en la cinta de 1993 Josh and S.A.M., una poc coneguda aventura infantil.
Es va graduar de l'escola d'Harvard-Westlake a Los Angeles el 1998, i després va anar a la Universitat de Colúmbia, on la seva germana cursava el nivell superior i de la qual la seva mare s'havia graduat, per estudiar religions orientals i filosofia. Va abandonar la universitat dos anys després per poder concentrar-se en l'actuació, encara que va expressar la seva intenció d'acabar la llicenciatura. El primer paper protagonista de Gyllenhaal va ser en Cel d'octubre, una adaptació de l'autobiografia d'Homer Hickam Rocket Boys, dirigida per Joe Johnston, on va interpretar a un jove de Virgínia de l'Oest que tracta de guanyar una beca de ciència per així evitar convertir-se en un miner de carbó. La pel·lícula va recaptar $32 milions i va ser descrita en Sagrament News and Review com la "interpretació revelació" de Gyllenhaal.

### DeDonnie Darkoal teatre de Londres
Donnie Darko, la segona pel·lícula de gran pressupost de Gyllenhaal, no va ser un èxit de taquilla després de la seva estrena el 2001, no obstant això, al final, es va convertir una pel·lícula de culte. La cinta, dirigida per Richard Kelly, se situa l'any 1988 i presenta a Gyllenhaal com un noi adolescent problemàtic que, després d'haver escapat de la mort per molt poc, experimenta visions d'un conill de 6 peus (1,8 m) d'altura anomenat Frank, que li diu que el món està arribant a la seva fi. La interpretació de Gyllenhaal va ser molt bé rebuda per les crítiques. Gary Mairs, de culturevulture.net, va afirmar que «Gyllenhaal maneja el truc difícil de semblar tant una persona suaument normal com una profundament pertorbada, freqüentment dins d'una mateixa escena».
Després de l'èxit de crítica de Donnie Darko, el següent paper de Gyllenhaal va ser el personatge principal de Highway, una pel·lícula de 2002 ignorada per l'audiència i igualment pels crítics. La seva actuació va ser descrita per un crític com a «ximple, clixé i directa per video». No obstant això, va obtenir una certa fama en haver protagonitzat al costat de Jennifer Aniston la pel·lícula The Good Girl, l'estrena mundial el 2002, en el Festival de Cinema de Sundance; igualment va protagonitzar Lovely & Amazing amb Catherine Keener. En ambdues pel·lícules va caracteritzar a un inestable personatge que comença una aventura temerària amb una dona d'edat. Després, Gyllenhaal va descriure al seu personatge com un "adolescent en ple canvi". Després va protagonitzar la comèdia romàntica de Touchstone Pictures Bubble Boy, que es va basar molt poc en la història homònima de David Vetter. La pel·lícula retrata les aventures del personatge que dona títol a la pel·lícula, persegueix l'amor de la seva vida abans que es casi amb l'home equivocat. La pel·lícula va resultar fortament criticada per la premsa especialitzada i la va qualificar com una «atrocitat de mal gust, caòtica i ximple».
Després de Bubble Boy, va protagonitzar al costat de Dustin Hoffman, Susan Sarandon i Ellen Pompeo la pel·lícula Moonlight Mile, interpretant a un jove que s'enfronta a la mort de la seva promesa i l'angoixa dels seus pares. La història, que va rebre crítiques variades, està lliurement basada en les experiències personals de l'escriptor i director Brad Silberling, després de l'assassinat de la seva parella, Rebecca Schaeffer.
Gairebé va ser contractat per interpretar SpiderMan en Spider-Man 2, a causa de la preocupació del director Sam Raimi per la salut de l'actor principal i original de Spiderman, Tobey Maguire. No obstant això, Maguire es va recuperar, per la qual cosa la seqüela es va rodar sense Gyllenhaal. En el seu lloc, va protagonitzar la producció de gran pressupost El dia de demà el 2004, coprotagonizada per Dennis Quaid, que va interpretar el pare de Gyllenhaal.
En el seu debut teatral, va protagonitzar el renaixement de Kenneth Lonergan, This is Our Youth, en l'escenari de Londres. Sobre aquest tema, l'actor va dir: «Cada actor que he arribat a admirar ha fet aparicions en el teatre, així que vaig saber que jo també havia de fer un intent». L'obra, que va ser una sensació crítica en el teatre de Broadway, es va presentar per vuit setmanes en el West End. Gyllenhaal va rebre crítiques favorables i el premi Evening Standard Theatre en la categoria "Propera estrella excel·lent".

### Brokeback Mountaini altres actuacions
El 2005 va ser un any prolífic per Gyllenhaal, ja que va protagonitzar les pel·lícules molt ben rebudes per la crítica Proof, Jarhead i Brokeback Mountain. En Proof, treballant al costat de Gwyneth Paltrow i Anthony Hopkins, va interpretar a un estudiant graduat de matemàtiques que tracta de convèncer el personatge de Paltrow de publicar una revolucionària prova a un problema desconcertant de la comunitat dels matemàtics. En Jarhead, es va concentrar en una actuació contrària al seu estil "sensible encara que pertorbat" usual en mostrar un tipus d'agressivitat masculina com un violent marí dels Estats Units durant la primera Guerra del Golf. També va fer una prova de càsting per encarnar a Batman per a un dels grans èxits de taquilla, Batman Begins, i, encara que va ser a punt d'aconseguir el paper, finalment Christian Bale va resultar ser el triat per donar vida al personatge.
En Brokeback Mountain, l'actor i Heath Ledger interpreten a dos joves que es coneixen com a pastors d'ovelles i es comprometen en una relació sexual. Freqüentment, la pel·lícula era associada amb la frase taquigràfica "la pel·lícula del vaquer homosexual", encara que va haver-hi opinions diferents sobre l'orientació sexual dels personatges. La pel·lícula va guanyar el premi Golden Lion en el Festival Internacional de Cinema de Venècia. A més, va arribar a guanyar quatre Globus d'Or, quatre premis de l'Acadèmia Britànica de les Arts Cinematogràfiques i de la Televisió (BAFTA), i tres premis Oscar. Al seu torn nominat a un premi Oscar en la categoria de "millor actor secundari" per la seva actuació, la qual va perdre enfront de George Clooney per Syriana. També es va fer creditor al BAFTA per "millor actor de repartiment" pel mateix paper i va rebre una nominació en el mateix acte, juntament amb una altra per "millor pel·lícula" pel Sindicat d'Actors. També, per Brokeback Mountain, Ledger i ell van guanyar un Premi MTV per "Millor Petó" el 2006. Poc després dels premis Óscar de 2006, va ser convidat a unir-se a l'Acadèmia en reconeixement de la seva carrera com a actor. Igualment, se'l va premiar amb el Premi Young Award a l'excel·lència artística pel seu paper.

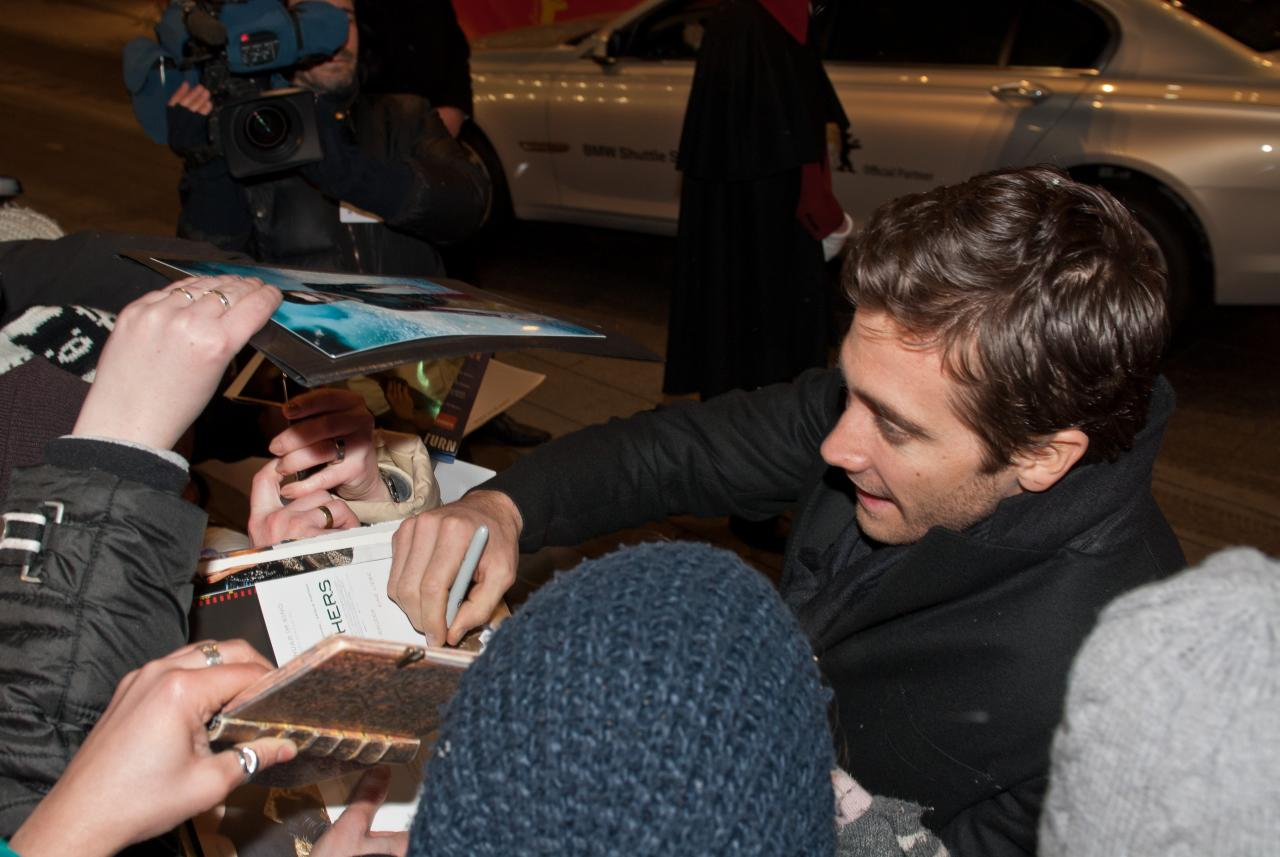
Gyllenhaal signant autògrafs a la Berlinale del 2012.

Va expressar diferents sentiments sobre l'experiència d'haver estat sota la direcció de Ang Lee en Brokeback Mountain, però, a nivell general, la cinta va aconseguir una major quantitat d'elogis que crítiques per l'estil de direcció de Lee. Si bé es va queixar de la manera en què Lee tendeix a desconnectar-se amb els seus actors una vegada que comença alguna filmació, va elogiar la seva manera de dirigir i així mateix el seu enfocament sensible al material. En la cerimònia del Directors Guild of America Awards, el 28 de gener de 2006, Gyllenhaal va tornar a elogiar a Lee per "la seva humilitat i el seu respecte cap a tot aquell que li envolta".
Quan se li va preguntar sobre les escenes en què es va besar amb Heath Ledger en Brokeback Mountain, va dir: «Com a actor, crec que necessitem abastar els moments en què ens sentim més incòmodes». També, quan se li va qüestionar sobre les més íntimes escenes amb Ledger, Gyllenhaal les va comparar amb: "fer una escena de sexe amb una dona per la qual no em senti particularment atret". Seguit de l'estrena de Brokeback Mountain, van circular rumors en relació amb l'orientació sexual dels actors. Quan se li va preguntar sobre això durant una entrevista, Gyllenhaal va dir:
| « | Bé, tu saps que és afalagador quan hi ha un rumor que diu que sóc bisexual. Això significa que puc interpretar més tipus de papers. Estic obert a qualsevol cosa que la gent volgués dir-me. Sexualment, mai m'he interessat en un home, però no crec que hagi de tenir per si una cosa així passés. | » |

Gyllenhaal va narrar el curtmetratge animat The Man Who Walked Between the Towers, basat en el llibre de Mordicai Gerstein del mateix nom sobre la gesta de Philippe Petit. El gener de 2007, com a amfitrió de Saturday Night Live, es va posar un vestit de nit brillant i va cantar la cançó "And I Am Telling You I'm Not Going" del musical Dreamgirls per al seu monòleg d'obertura, dedicant la cançó a la seva "única base de fans... els fans de Brokeback".
El 2007, va protagonitzar la pel·lícula Zodiac, dirigida per David Fincher; està basada en una història real, on l'actor va interpretar a Robert Graysmith, un caricaturista de Sant Francisco Chronicle i autor de dos llibres sobre l'Assassí del Zodíac. Gyllenhaal va treballar al costat de Meryl Streep, Alan Arkin, i Reese Witherspoon en Rendition, de 2007, un thriller polític dirigit per Gavin Hood sobre la política nord-americana de rendició extraordinària. El 2009, va aparèixer amb Tobey Maguire en el remake de Brothers, cinta danesa de 2004 dirigida per Susanne Bier, sota la direcció de Jim Sheridan. Els seus següents papers inclouen la comèdia Nailed, per la qual va gravar les seves escenes en Carolina del Sud amb Jessica Biel, i el film, encara sense nom, de Doug Liman sobre la carrera per a la colonització lunar.
Vist internacionalment com un símbol sexual, va ser llistat en el rànquing de les "50 persones més belles", de la revista People, el 2006. En una altra llista de People, "Solters més sexys de 2006", també va ser inclòs. Imitant aquest tipus de llistats, centenars d'homes homosexuals i bisexuales van ser considerats per a la llista de 2007 i 2008 d"els 100 més sexys per Afterellen.com". Gyllenhaal es va posicionar en el número u en els dos anys consecutius. Va ocupar el lloc número dos en la votació de Gai Wired Magazine sobre els actors masculins que han interpretat a personatges gais en les pel·lícules.
El 20 de maig de 2008 es va anunciar que Gyllenhaal interpretaria el paper principal en l'adaptació del videojoc Prince of Pèrsia: Sands of Time, sota la producció de Jerry Bruckheimer. La pel·lícula va ser estrenada el 28 de maig de 2010.
2011 va ser l'any en el qual es va estrenar Source Code, la segona pel·lícula de Duncan Jones (Moon), en la qual Gyllenhaal va interpretar a un agent policial del futur que investiga un atemptat retrocedint en el temps i revivint-ho una vegada i una altra. A l'any següent va actuar en la pel·lícula End of Watch al costat de Michael Peña, interpretant a un parell de policies de Los Angeles.
Una de les seves últimes actuacions ha estat l'adaptació cinematogràfica de la novel·la de José Saramago, L'home duplicat, que porta per títol Enemy. També va protagonitzar Prisoners la cinta nominada a millor fotografia en els Premis Oscar. A més d'actuar en End of Watch i Nightcrawler també va contribuir com a productor en ambdues pel·lícules.

## Vida personal

### Família

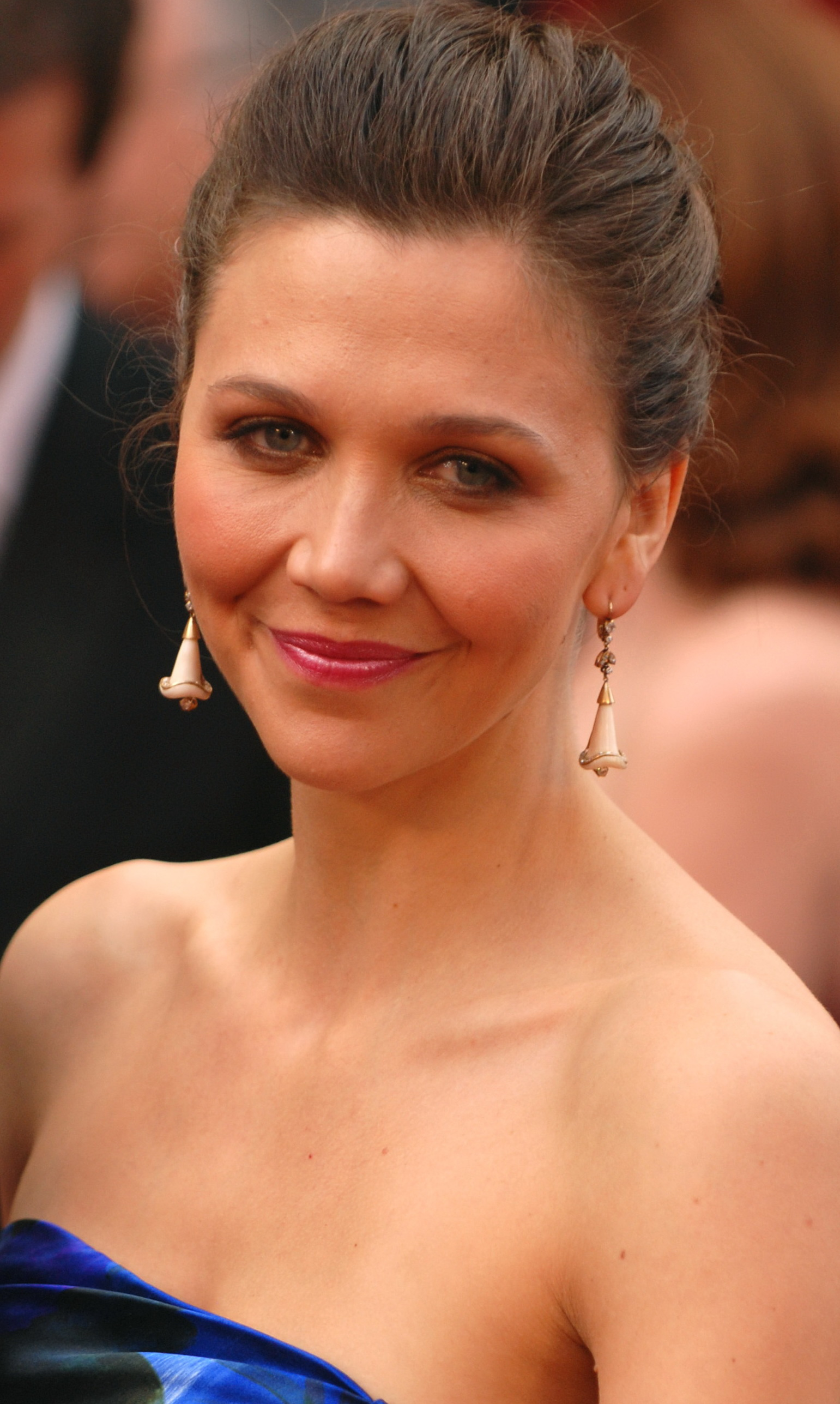
L'actriu Maggie Gyllenhaal, germana de l'actor.

Sent fill del director Stephen Gyllenhaal i de la guionista Naomi Foner, la família immediata de Gyllenhaal inclou a la seva germana, l'actriu Maggie, que està casada amb Peter Sarsgaard, l'actor que ja havia treballat amb Gyllenhaal coprotagonizando en Jarhead i en Rendition. Al desembre de 2006, Jake i la seva germana van escapar de l'incendi que va destruir Manka's, un famós restaurant i casa d'hostalatge a Inverness, Califòrnia, on es trobaven de vacances.
La neboda de Gyllenhaal, Ramona Sarsgaard, va néixer el 3 d'octubre de 2006. Jamie Lee Curtis és la seva padrina, i diverses vegades ell ha esmentat que els seus padrins formen una parella gai. El mateix Gyllenhaal és padrí de Matilda Rose Ledger (nascuda el 28 d'octubre de 2005), la filla de Michelle Williams i del difunt actor Heath Ledger, amb qui va treballar en Brokeback Mountain. El seu oncle, Anders Gyllenhaal, és l'editor executiu del periòdic The Miami Herald. El seu difunt oncle va ser el director de cinema Robert Achs.
Va mantenir una relació sentimental amb Kirsten Dunst del 2002 al 2004. Gyllenhaal va estar en una relació amorosa amb la seva companya de Rendition, Reese Witherspoon. Witherspoon va confirmar aquesta relació sentimental, amb la que els mitjans de comunicació especulaven des de principis de 2007, en una entrevista per a l'edició de novembre de 2008 de la revista Vogue. Es va informar que la parella s'havia separat al novembre de 2009, però l'informe va ser negat pels publicistes de Witherspoon i Gyllenhaal, els quals van declarar que "encara es trobaven junts". Recentment s'ha vist a l'actriu en un nou romanç amb el representant Jim Toth, així es confirma la ruptura amb Jake Gyllenhaal que va ser la seva parella gairebé dos anys. Després va tenir una breu relació amb la cantant Taylor Swift que va durar a la fi de 2010 i principis de 2011. L'actor també va mantenir una relació amb la model Emily DiDonato, de 22 anys. Igualment, ha mantingut una relació amb Alyssa Miller, model de vestits de bany, de 24 anys, la ruptura de la qual es va donar a conèixer als mitjans el 7 de gener de 2014. No obstant això van reprendre la seva relació abans del dia de Sant Valentí del 2014.
Gyllenhaal es considera com una personalitat política activa; després de gravar un comercial per a Rock the Vote, va visitar juntament amb la seva germana Maggie la Universitat del Sud de Califòrnia per convèncer els estudiants de votar durant les eleccions presidencials dels Estats Units el 2004. A més, va crear una campanya per al candidat presidencial demòcrata John Kerry. No obstant això, va confirmar «em frustra quan els actors parlen de política; sóc polític i faig eleccions en les meves pel·lícules que penso que són polítiques. Tracto de [ser coherent al] dir les coses amb el que faig. Estiguin ben o malament, els actors joves tenen tot el poder del seu costat». En una entrevista per a la cinta Rendition, va subratllar: «És trist quan els actors són polítics i quan els polítics són actors».
Criat en una família conscient dels problemes socials, Gyllenhaal ha fet campanya per donar suport a la Unió Americana per les Llibertats Civils (ACLU), una organització a la qual la seva família dona suport en la seva totalitat. Compromès amb el medi ambient, Jake també sol reciclar amb freqüència, dient en una entrevista que gasta fins a 400 dòlars a l'any per plantar arbres en un bosc de Moçambic, la qual cosa es deu en part a la promoció que realitza per al programa de The Carbon Neutral Company, Future Forests. Després d'acabar el rodatge de El dia de demà, va visitar l'Àrtida per promoure la consciència mundial sobre el canvi climàtic.
En el seu temps lliure, Gyllenhaal gaudeix treballant amb la fusta i cuinant. Sobre el seu costum de meditar tots els dies, va dir: «No sóc un budista de carnet, però intento practicar-ho». Té dos gossos, un pastor alemany anomenat Atticus i un puggle anomenat Boo Radley. Tots dos li deuen els seus noms al llibre favorit de Gyllenhaal, Matar un rossinyol. Cal esmentar que Jake no compta amb xarxes socials personals, ja que no hi està d'acord, pensa que són un atemptat a la intimitat i creu que si s'explica tot ja no quedaria res per saber d'ell."Crec que al principi de la meva carrera vaig arribar a la conclusió, probablement sense saber-ho, que algunes coses que fes interessarien a la gent, la qual cosa és bastant absurd, sabent com d'avorrit sóc realment..." va comentar sobre aquest tema en una entrevista a The Times…"

## Filmografia
- Cowboys de ciutat (City Slickers) - 1991
- Josh i Sam (Josh and S.A.M.) - 1993
- Una dona perillosa (A Dangerous Woman) - 1993
- Collita Pròpia (Homegrown) - 1998
- Cel d'octubre (October Sky) - 1999
- Lovely & Amazing - 2001
- Bubble Boy - 2001
- Donnie Darko - 2001
- El Compromís (Moonlight Mile) - 2002
- Highway - 2002
- The good girl (La bona noia) (The Good Girl) - 2002
- El dia de demà (The Day After Tomorrow) - 2004
- Nautica - 2005
- Jarhead - 2005
- Brokeback Mountain - 2005
- La veritat oculta (Proof) - 2005
- Zodiac - 2006
- Expedient Anwar - 2007
- Brothers- 2009
- Love and Other Drugs - 2010
- Prince of Persia- The Sands of Time - 2010
- Codi font (pel·lícula)- 2011
- End of Watch - 2012
- Enemy - 2013
- Prisoners' '- 2013
- Nightcrawler - 2014
- Everest - 2015
- Southpaw - 2015
- Accidental Love - 2015
- Demolition -2015
- Nocturnal Animals - 2016
- Life - 2017
- Okja -2017
- Stronger - 2018
- Wildlife - 2018
- The Sisters Brothers - 2018
- Spider-Man: Far From Home - 2019
- Velvet Buzzsaw - 2019
- John Mulaney & The Sack Lunch Bunch - 2019